# Finlay Currie
Finlay Jefferson Currie (* 20. Januar 1878 in Edinburgh, Schottland; † 9. Mai 1968 in Gerrards Cross, Buckinghamshire, England) war ein britischer Theater- und Filmschauspieler.

## Leben
Der in Schottland geborene Currie begann seine Arbeit als Organist und Chorleiter, ehe er um 1898 erste Bühnenengagements erhielt. Knapp 10 Jahre lang tourte er als Mitglied von Benjamin Fullers Theatergruppe durch Australien, vorwiegend in komödiantischen Rollen. Danach stand Currie in London auf der Bühne, wo er über die Jahrzehnte in erfolgreichen Stücken wie The Last Mile und Tod eines Handlungsreisenden auftrat.
Im Filmgeschäft war Currie ein Spätstarter: Seine erste Filmrolle erhielt er erst 1931, als er bereits 53 Jahre alt war. Anschließend war Currie in über 120 Filmen zu sehen, wobei seine Popularität immer mehr zunahm, je älter er wurde. Er bekam gute Kritiken für seinen Auftritt als entflohener Sträfling Magwitch in David Leans Filmklassiker Geheimnisvolle Erbschaft, basierend auf dem Roman Große Erwartungen. Curries Markenzeichen war die tiefe Stimme, mit der er besonders häufig respektable und ehrenwerte Persönlichkeiten verkörperte.
Currie war bereits über 70 Jahre alt, als er endgültig das für ihn passende Rollenfach fand. Ab den 1950er Jahren wurde er dank seines markanten „biblischen“ Gesichts gern in Monumental- und Historienfilmen eingesetzt. 1951 spielte er in Mervyn LeRoys Monumentalfilm Quo vadis? die Rolle des Simon Petrus. Sein bekanntester Film war der 1959 produzierte Monumentalfilm Ben Hur, in dem der Darsteller als König Balthasar erneut eine biblische Figur darstellte. Im selben Jahr verkörpert er im Monumentalfilm Salomon und die Königin von Saba den König David. Currie tauchte in ähnlich gelagerten Rollen auch in historischen Abenteuerfilmen wie Ivanhoe – Der schwarze Ritter (1952) oder Beau Brummell (1954) auf. 1961 verkörperte er in Franz von Assisi den Papst, 1963 in Cleopatra den Römer Titus.
Finlay Currie, der ab den 1950er-Jahren auch in Fernsehserien auftrat, blieb trotz hohen Alters bis zuletzt als Schauspieler tätig. Er starb 1968 im Alter von 90 Jahren eines natürlichen Todes. Seine letzte Rolle hatte der Charakterdarsteller in einer Episode der Fernsehserie Simon Templar, die 1969 posthum im Fernsehen lief. Im Privatleben war Currie ein begeisterter Antiquitätenhändler, der unter anderem Münzen und Metalle sammelte. Mit seiner Ehefrau Maude Courtney war er von 1916 bis zu ihrem Tod 1959 verheiratet, sie hatten drei Kinder.

## Filmografie (Auswahl)
- 1931: The Old Man
- 1932: Rom-Expreß (Rome Express)
- 1933: The Good Companions
- 1934: Little Friend
- 1937: The Edge of the World
- 1941: 49th Parallel
- 1943: Spionagering M (They Met in the Dark)
- 1945: Ich weiß wohin ich gehe (I Know Where I’m Going!)
- 1946: Ihr letzter Tanz (Woman to Woman)
- 1946: Geheimnisvolle Erbschaft (Great Expectations)
- 1947: Die Brüder (The Brothers)
- 1948: Mein Bruder Jonathan (My Brother Jonathan)
- 1948: Bonnie Prince Charlie
- 1948: Schlafwagen nach Triest (Sleeping Car to Trieste)
- 1949: Edward, mein Sohn (Edward, My Son)
- 1949: Freut euch des Lebens (Whisky Galore!)
- 1950: Die Schatzinsel (Treasure Island)
- 1950: So ist das Leben (Trio)
- 1950: Dämon Uran (My Daughter Joy)
- 1950: Die schwarze Rose (The Black Rose)
- 1950: Der Dreckspatz und die Königin (The Mudlark)
- 1951: Quo vadis
- 1951: People Will Talk
- 1952: Gesetz der Peitsche (Kangaroo)
- 1952: Ivanhoe – Der schwarze Ritter (Ivanhoe)
- 1952: Liebe, Pauken und Trompeten (Stars and Stripes Forever)
- 1953: Im Reiche des goldenen Condor (Treasure of the Golden Condor)
- 1953: Rob Roy – Der königliche Rebell (Rob Roy – The Highland Rogue)
- 1954: Beau Brummell
- 1955: Wenn die Ketten brechen (Captain Lightfoot)
- 1955: Zwischen Haß und Liebe (Footsteps in the Fog)
- 1956: In 80 Tagen um die Welt (Around the World in Eighty Days)
- 1956: Zarak Khan (Zarak)
- 1957: Die Angst hat tausend Namen (Seven Waves Away)
- 1957: Die kleine Hütte (The Little Hut)
- 1957: Die heilige Johanna (Saint Joan)
- 1957: Gefährliches Erbe (Campbell’s Kingdom)
- 1957: Im Dienste des Königs (Dangerous Exile)
- 1958: Die nackte Erde (The Naked Earth)
- 1958: Sturm im Osten (La tempesta)
- 1959: Ben Hur
- 1959: Salomon und die Königin von Saba (Solomon and Sheba)
- 1960: Entführt – Die Abenteuer des David Balfour (Kidnapped)
- 1960: Glut (The Angel Wore Red)
- 1960: Abenteuer am Mississippi (The Adventures of Huckleberry Finn)
- 1961: Hand in Hand
- 1961: Schöne Witwen sind gefährlich (Five Golden Hours)
- 1961: Franz von Assisi (Francis of Assisi)
- 1961: Clue of the Silver Key
- 1961/1965: Geheimauftrag für John Drake (Danger Man) (Fernsehserie, 2 Folgen)
- 1962: Diebe haben Vorfahrt (Go to Blazes)
- 1962: Der Inspektor (The Inspector)
- 1962: Sodom und Gomorrha (Sodom and Gomorrah)
- 1963: Cleopatra
- 1963: Der Wachsblumenstrauß (Murder at the Gallop)
- 1963: Kein Schloß ist vor ihm sicher (The Cracksman)
- 1963: Geliebter Spinner (Billy Liar)
- 1964: Ein gewisser Mr. Maddox (Who Was Maddox?)
- 1964: Der Untergang des Römischen Reiches (The Fall of the Roman Empire)
- 1964: Die drei Leben von Thomasina (The Three Lives of Thomasina)
- 1965: Kampf in der Villa Fiorita (The Battle of the Villa Fiorita)
- 1965: Bunny Lake ist verschwunden (Bunny Lake Is Missing)
- 1967: Nummer 6 (The Prisoner) (Fernsehserie, 1 Folge)
- 1968: The Flight of the Heron (Fernseh-Miniserie, 8 Folgen)
- 1969: Simon Templar (The Saint) (Fernsehserie, 1 Folge)